# Елень (прам)
«Елень» (до 5 (16) мая 1770 года прам № 4) — прам Азовской флотилии России, участник русско-турецкой войны 1768—1774 годов.

## Описание судна
Один из пяти больших 44-пушечных двухдечных прамов типа «Гектор», построенных на Икорецкой верфи. Длина судна составляла 32 метра, ширина по сведениям из различных источников от 9,45 до 9,5 метра. Экипаж прама состоял из 283 человек, а вооружение составляли двадцать 24-фунтовых и двадцать два 8-фунтовых орудия, располагавшиеся в двухъярусной батарее.

## История постройки
В 1737 году прамы Азовской флотилии, построенные на Тавровской верфи в 1723—1735 годах, оказались «гнилы и не способны к плаванию»и в 1738 году все эти суда были разобраны. В том же году взамен пришедших в негодность прамов на Икорецкой верфи были заложены пять больших 44-пушечных прамов типа «Гектор». Однако после заключения Белградского мирного договора и упразднения флотилии российских судов на Дону строительство этих прамов было приостановлено. Достройка и спуск их на воду проводились уже корабельным мастером С. И. Афанасьевым после начала русско-турецкой войны 1768—1774 годов. Все прамы этого типа были спущены в апреле 1769 года.

## История службы
Прам принимал участие в русско-турецкой войне 1768—1771 годов. В 1769 году в составе отряда из пяти прамов вышел c Икорецкой верфи в Азов.
В 1770 году командующим флотилией вице-адмиралом А. Н. Сенявиным было принято решение о присвоении номерным прамам собственных имён, и 5 (16) мая 1770 года прам № 4 получил имя «Елень».
В навигации 1770 и 1771 года совершал плавания по Дону и у его устьям.
По окончании службы после 1771 года прам «Елень» был разобран.

## Командиры судна
Командиром прама в 1770 году служил князь О. Салтанов. Сведений о других командирах судна не сохранилось.

### Комментарии
1. ↑  Другие прамы этого типа носили наименования «Гектор», «Лефеб», «Лефеб» и «Троил», а до 5 (16) мая 1770 года № 1, № 2, № 3 и № 5 соответственно[1].